# Foucartus
Foucartus is een geslacht van wantsen uit de familie van de Reduviidae (Roofwantsen). Het geslacht werd voor het eerst wetenschappelijk beschreven door Berenger in 2006.

## Soorten
Het genus bevat de volgende soort:

- Foucartus parecisi Bérenger, 2006